# Sylvia-Yvonne Kaufmann

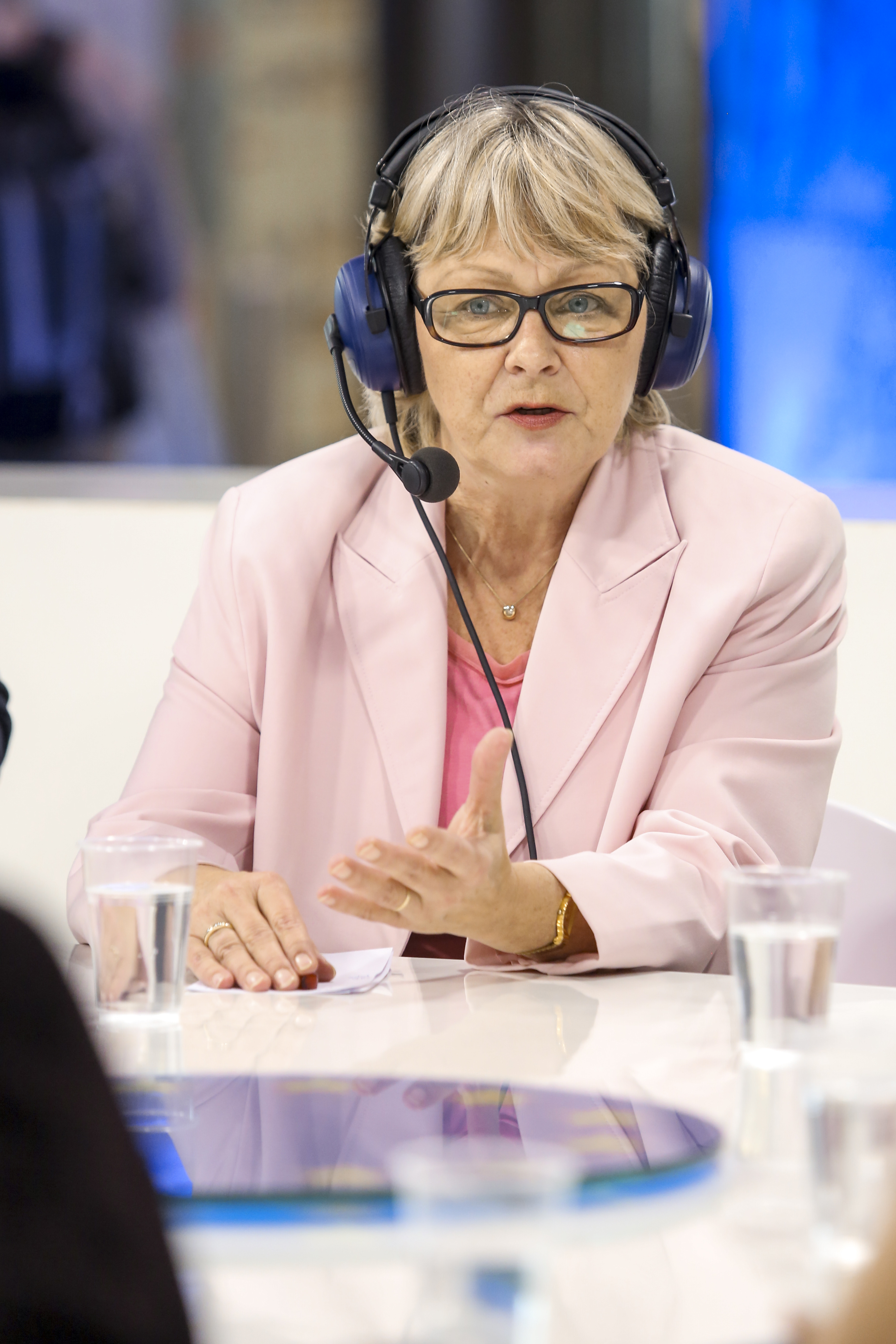
Sylvia-Yvonne Kaufmann (2016)

Sylvia-Yvonne Kaufmann geb. Kähn (* 23. Januar 1955 in Berlin) ist eine deutsche Politikerin. Sie war von 2014 bis 2019 Mitglied des Europäischen Parlaments für die SPD. Von 2017 bis 2019 war Sylvia-Yvonne Kaufmann rechtspolitische Sprecherin der Fraktion der Progressiven Allianz der Sozialdemokraten im Europäischen Parlament.
Sie war von 1999 bis 2009 Mitglied des Europäischen Parlaments für die PDS bzw. Linkspartei und wechselte 2009 zur SPD. Von 1991 bis 1994 war sie bereits als Beobachterin im Europäischen Parlament vertreten.

## Leben und Beruf
Nach dem Abitur in Ost-Berlin begann Sylvia-Yvonne Kaufmann 1973 ein Studium der Japanologie an der Humboldt-Universität zu Berlin, das sie 1979 mit dem Diplom beendete. Danach verbrachte sie von 1980 bis 1981 einen Studienaufenthalt an der Fremdsprachen-Universität Osaka und der Universität Tokyo und war anschließend als wissenschaftliche Mitarbeiterin an der Humboldt-Universität zu Berlin für das Fachgebiet Außenpolitik Japans und internationale Beziehungen in Ostasien tätig. 1984 erfolgte hier auch ihre Promotion (Dissertation A) zum Dr. phil. mit der Arbeit „Japan – VR China: Zur Entwicklung der japanischen Chinapolitik unter besonderer Berücksichtigung der Jahre 1972 bis 1982“. Von 1988 bis 1990 arbeitete sie am Institut für Internationale Politik und Wirtschaft in Berlin.
Sylvia-Yvonne Kaufmann ist verheiratet und hat zwei Kinder.

## Politischer Werdegang
1976 wurde Sylvia-Yvonne Kaufmann Mitglied der SED. Seit 1989/1990 war sie Mitglied der PDS bzw. der Partei DIE LINKE. Von 1991 bis 2002 gehörte sie dem Parteivorstand der PDS an und war verantwortlich für Friedens-, internationale und Europapolitik. Von 1993 bis 2000 war sie stellvertretende Parteivorsitzende.
Von März bis Oktober 1990 gehörte Sylvia-Yvonne Kaufmann der Volkskammer der DDR an. Als eine von 144 von der Volkskammer gewählten Abgeordneten wurde sie am 3. Oktober 1990 Mitglied des Deutschen Bundestages, dem sie bis zum Ende der Wahlperiode im Dezember 1990 angehörte.
1991 wurde Kaufmann als Beobachterin aus dem früheren Gebiet der Deutschen Demokratischen Republik ins Europäische Parlament entsandt. Bei den Europawahlen 1994, 1999 und 2004 war sie Spitzenkandidatin der PDS.
Bei der Abstimmung für die Bundesliste der Partei Die Linke zur Europawahl 2009 verlor Kaufmann gegen Sabine Lösing und Ruth Firmenich die Wahlen für Listenplatz 7 und 13. Auf dem Parteitag wurde ihre Arbeit von den Delegierten teils deutlich kritisiert, unter anderem wegen ihrer Bejahung des Inhaltes der geplanten EU-Verfassung, welcher von der Mehrheit der Parteimitglieder abgelehnt und teils als grundgesetzwidrig angesehen wird. Am 14. Mai 2009 verkündete Kaufmann zusammen mit Franz Müntefering und Martin Schulz auf einer Pressekonferenz ihren Übertritt zur SPD. Als Grund für ihren Wechsel gab Kaufmann an, sie sei damit „komplett gescheitert“, ihrer alten Partei ein „klares pro-europäisches Profil“ zu verleihen.
Bei der Europawahl 2014 trat Sylvia-Yvonne Kaufmann als Kandidatin der SPD auf dem Listenplatz 10 an und kehrte somit als Abgeordnete ins Europaparlament zurück.
Kaufmann war Mitglied der Europa-Union Parlamentariergruppe Europäisches Parlament und von September 2009 bis September 2021 Vorsitzende der Europa-Union Berlin. Aufgrund ihrer langjährigen Verdienste wurde sie zur Ehrenvorsitzenden gewählt. Vom 6. Dezember 2009 bis November 2021 war sie Präsidiumsmitglied der Europa-Union Deutschland.

## Europäisches Parlament
Von 1991 bis 1994 war Sylvia-Yvonne Kaufmann zunächst Abgeordnete mit Beobachterstatus im Europäischen Parlament. Von 1999 bis 2009 war sie für die Linkspartei Mitglied des Europäischen Parlaments. Sie war dort von 1999 bis 2004 sowie 2007–2009 stellvertretende Vorsitzende der Konföderalen Fraktion der Vereinten Europäischen Linken/Nordisch Grünen Linken (GUE/NGL) und Sprecherin der PDS-Delegation.
Von 2004 bis 2007 war Sylvia-Yvonne Kaufmann Vizepräsidentin des Europäischen Parlaments.
Als Europaabgeordnete war sie Mitglied im Ausschuss für konstitutionelle Fragen, Mitglied der Intergruppe „Europäische Verfassung“ und gehörte der Delegation für die Beziehungen zu Japan an. Sylvia-Yvonne Kaufmann gehörte im Jahr 2000 dem Konvent zur Charta der Grundrechte der Europäischen Union und von 2002 bis 2003 dem EU-Verfassungskonvent an.
Seit 2014 ist Sylvia-Yvonne Kaufmann Mitglied bzw. seit 2017 stellvertretendes Mitglied im Ausschuss für bürgerliche Freiheiten, Justiz und Inneres (LIBE), Mitglied im Rechtsausschuss (JURI) und stellvertretendes Mitglied im Ausschuss für konstitutionelle Fragen (AFCO). Weiterhin ist sie Mitglied in der Delegation des Europäischen Parlaments für die Beziehungen zu Japan und stellvertretendes Mitglied in der Delegation für die Beziehungen zur Volksrepublik China.
Zur Europawahl 2019 trat sie nicht mehr an.

## Auszeichnungen
Am 3. Februar 2009 wurde Kaufmann für ihr langjähriges Engagement für ein friedliches, soziales und demokratisches Europa das Bundesverdienstkreuz am Bande verliehen. Außerdem erhielt sie den Preis Frauen Europas 2022 für ihr langjähriges ehrenamtliches Engagement in der Europa-Union Berlin (siehe Europa-Union Deutschland).

## Veröffentlichungen
- Die Euro-Falle. Plädoyer für ein soziales Europa. Dietz, Berlin 1999, ISBN 3-320-01977-5.
- (Hrsg.): Frieden schaffen! Mit UNO-Waffen? Dietz, Berlin 2000, ISBN 3-320-01998-8.
- (Hrsg.): Grundrechtecharta der Europäischen Union. Mitglieder und Beobachter des Konvents berichten. Europa-Union-Verlag, Bonn 2001, ISBN 3-7713-0598-5.
- mit Jens Wolfram: Die EU und ihre Verfassung. Linke Irrtümer und populäre Missverständnisse. Merus-Verlag, Hamburg 2007, ISBN 3-939519-55-3; 2. überarbeitete, aktualisierte Auflage mit einem Vorwort von Daniel Cohn-Bendit ebd. 2008, ISBN 978-3-939519-55-3.